# École nationale supérieure des arts décoratifs
De École nationale supérieure des arts décoratifs (ENSAD), ook bekend als het Art Deco, is een Grande école voor toegepaste kunst in Parijs en een van de meest prestigieuze kunstacademies in de wereld.

## Achtergrond en geschiedenis
De ENSAD kwam voort uit de École Royale Gratuite de Dessin die in 1766 door Jean-Jacques Bachelier was opgericht. Het jaar erna werd de school met een akte van koning Lodewijk XV geopend. Na verschillende naamswisselingen kreeg ze in 1877 de naam École nationale des arts décoratifs en in 1925 de huidige naam door de toevoeging van het woord supérieure (hoger onderwijs).
Oorspronkelijk had de school het doel op te leiden in de schilderkunst en het grafisch ontwerp van industriële producten. In de loop van de tijd stegen de kunstzinnige ambities van de instelling en werd ze een opleidingsplaats voor grafische kunst. Onder leiding van León Moussignac kwam daar nog het vakgebied van binnenhuisarchitectuur bij.
In de jaren zestig werd de school door de aanwezigheid van hoogleraar Roger Tallon industriële vormgeving aan het curriculum toegevoegd. Onder leiding van Michel Tourlières kwamen nieuwe ontwerpvakken voor textiel, meubilair, fotografie, decor, video en computergraphics erbij.

## Directeuren

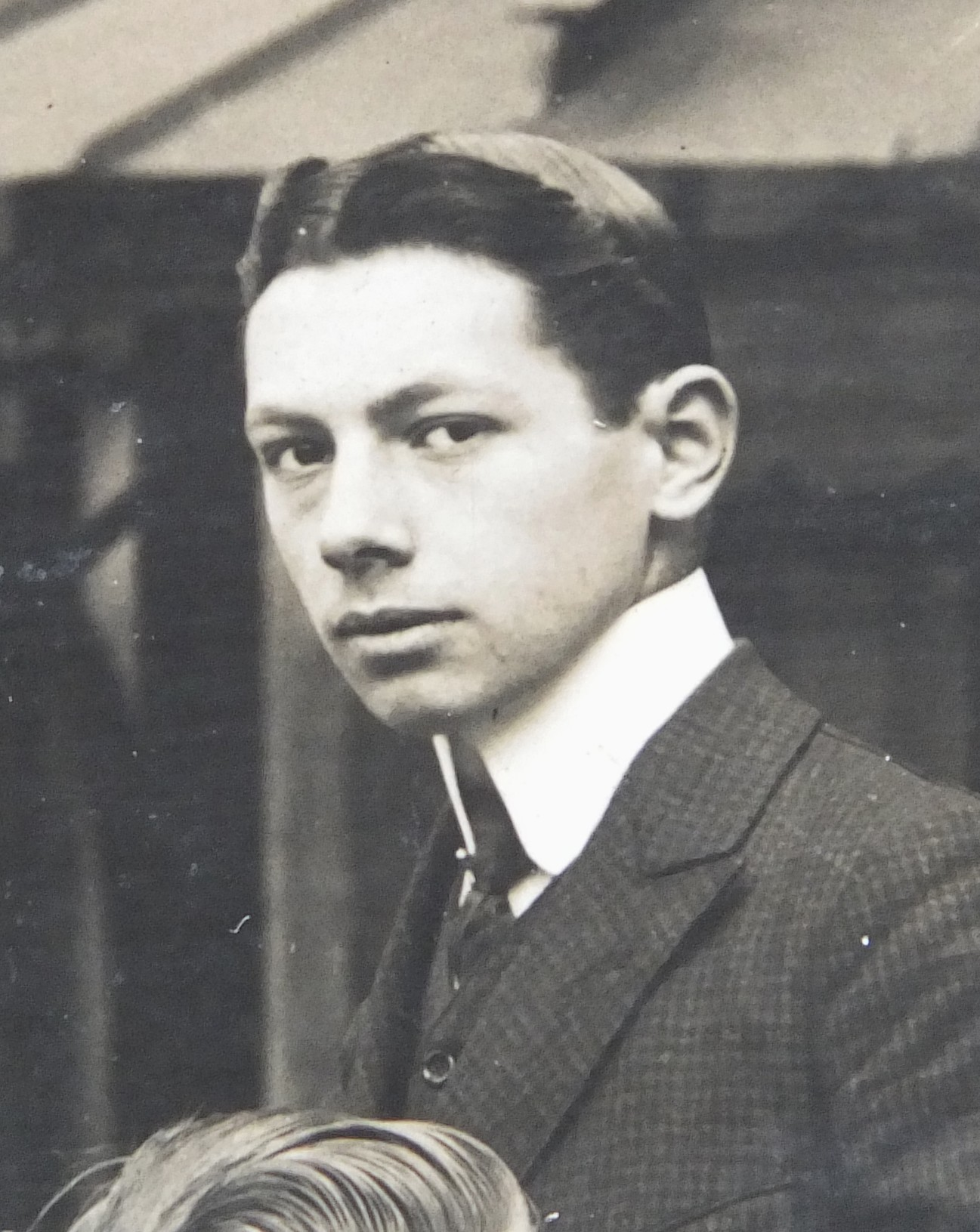
Léon Moussinac

- 1766-1806: Jean-Jacques Bachelier (1724-1806)
- 1945-1959: Léon Moussinac (1890-1964)
- 1959-1971: Jacques Adnet (1900-1984)
- 1971-1990: Michel Tourlière (1925)
- 1990-2002: Richard Peduzzi (1943)
- 2002-2008: Patrick Raynaud (1946)
- Sinds 2008: Geneviève Gallot (1949)

## Hoogleraren

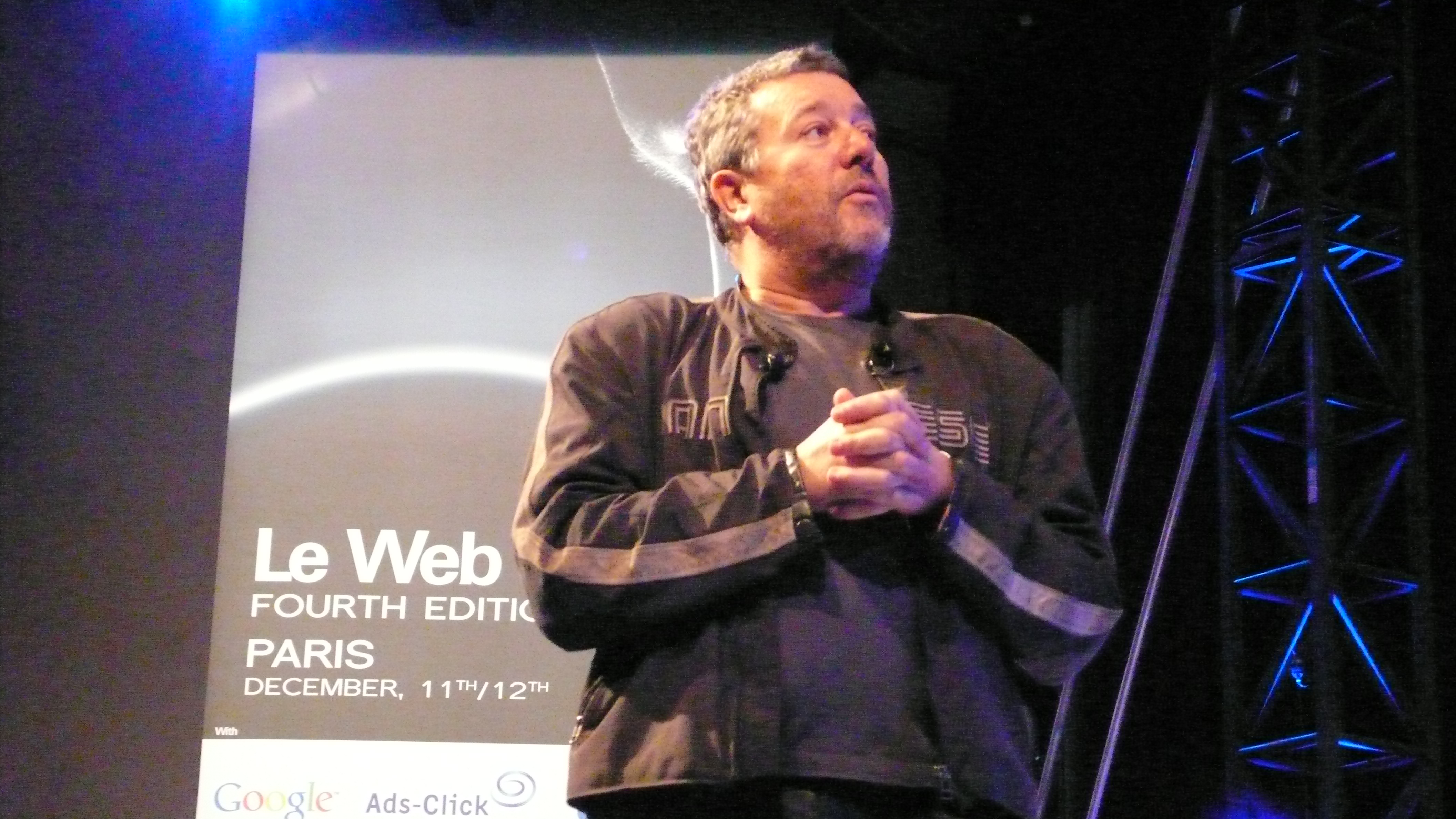
Philippe Starck in 2007

- Hector Guimard (1867-1942)
- A.M. Cassandre (1901-1968)
- Joseph-André Motte (1925-2013)
- Michel Ragon (1924)
- Pierre Bernard (1942)
- Philippe Starck (1949)

## Studenten

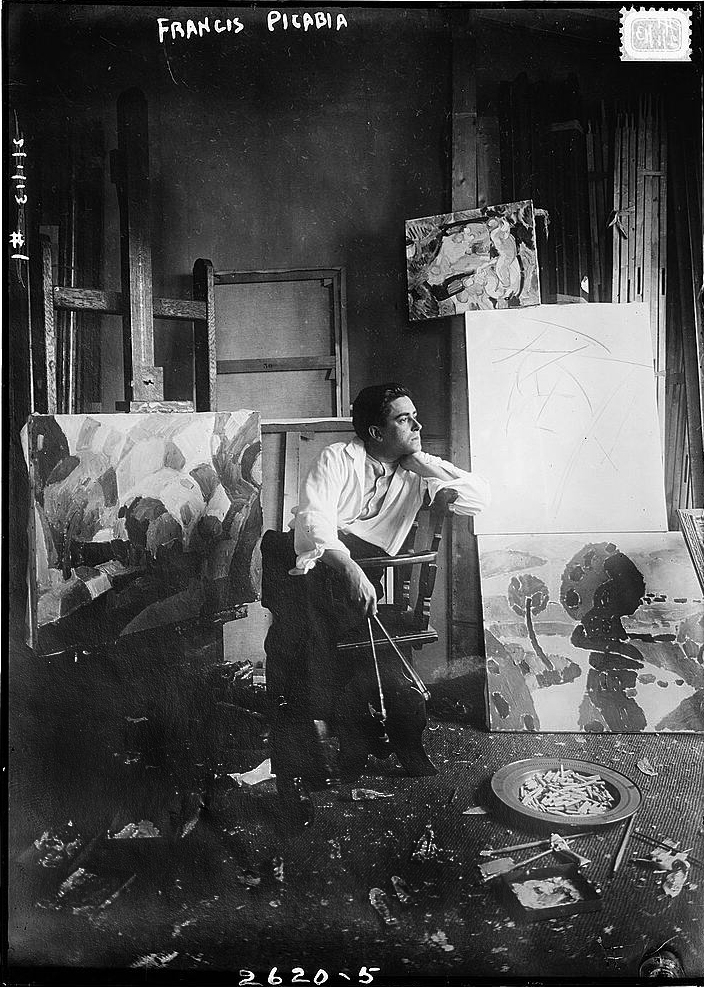
Francis Picabia in zijn atelier

- Hector Guimard (1867-1942)
- Francis Picabia (1879-1953)
- Fernand Léger 1881-1955)
- Georges Gimel (1898-1962)
- Marcel Ichac (1906-1994)
- André Frossard (1915-1995)
- Pierre Bernard (1942)
- Jacques Tardi (1946)
- Virginia Pérez-Ratton (1950-2010)